# Gubben i lådan
Gubben i lådan är en klassisk leksak som består av en låda med ett lock. När locket öppnas skjuts en docka ut med hjälp av en fjäder inuti dockan. Målsättningen är att uppskjutandet ska ske som en överraskning för den som öppnat lådan.
I överförd betydelse kan någon "dyka upp som Gubben i lådan". Denna person visar sig då för sin omgivning helt oväntat.